# Lisa (rapper)
Lalisa Manobal (Thais: ลลิษา มโนบาล; geboren in de provincie Buriram, 27 maart 1997), beter bekend als Lisa (Hangul: 리사; Thais: ลิซ่า), is een Thaise rapper, zangeres en danseres wonend in Zuid-Korea. Ze is sinds 2016 lid van de bestverkopende K-pop-meidengroep Blackpink, samengesteld door YG Entertainment in augustus 2016.

## Carrière
In 2010 deed de toen 13-jarige Lisa auditie in Thailand voor YG Entertainment, een platenlabel dat over de hele wereld audities organiseert om jonge, talentvolle zangers te vinden van wie K-popsterren te maken zijn. Lisa was de enige die uit 4000 deelnemers door YG Entertainment werd gekozen. In 2011, op 14-jarige leeftijd, verhuisde ze in haar eentje naar Zuid-Korea en begon ze aan een vijfjarige opleiding bij YG Entertainment. Ze maakte haar groepsdebuut in 2016 samen met Jennie, Jisoo en Rosé met de twee singles "Whistle" en "Boombayah". In 2025 begon Lisa een carrière als actrice in het derde seizoen van de serie The White Lotus.

## Aanbevelingen
Lisa is wereldwijd ambassadeur voor Louis Vuitton, Bulgari, MAC en . Ze vertegenwoordigt merken zoals het Zuid-Koreaanse cosmeticamerk Moonshot, AIS Thailand, Adidas, D&G Downy en Vivo.

## Solo
Haar solodebuut had ze op 10 september 2021 met het album Lalisa, waarop twee liedjes staan: "Lalisa" en "Money". Van het album werden in Zuid-Korea in de eerste week ruim 736.000 exemplaren verkocht. Het liedje "Money" werd al snel een wereldwijde hit, de muziekvideo was na iets meer dan een jaar al 998 miljoen keer op YouTube bekeken. Met het liedje "Lalisa" won ze een MTV VMA Award voor beste K-pop. Na haar promotie voor het solodebuut kwam het liedje "SG" (Sexy Girl) uit, waarvoor ze samenwerkte met DJ Snake, Ozuna en Megan Thee Stallion. In 2023 is Lisa voor haar solo-carrière uit YG Entertainment gestapt, heeft haar eigen management company gemaakt genaamd 'LLOUD' en heeft zich ook aangesloten met het Amerikaans platenlabel RCA Records. In 2024 kwam haar eerste solo uit onder LLOUD genaamd 'Rockstar' waarbij ze haar 9de wereldrecord heeft gekregen. Een maand later kwam 'New Woman' uit, een collab met de Spaanse Rosalía. Begin oktober kwam haar 3de single uit genaamd ‘Moonlit Floor’, een lied die een andere kant van Lisa laat zien. ‘Moonlit Floor’ interpoleert ‘Kiss Me’ van Sixpence None the Richer, en de lead zanger van de band heeft Lisa’s versie van het nummer geprezen op haar Instagram verhaal.